# O călătorie spre centrul Pământului (film din 1959)

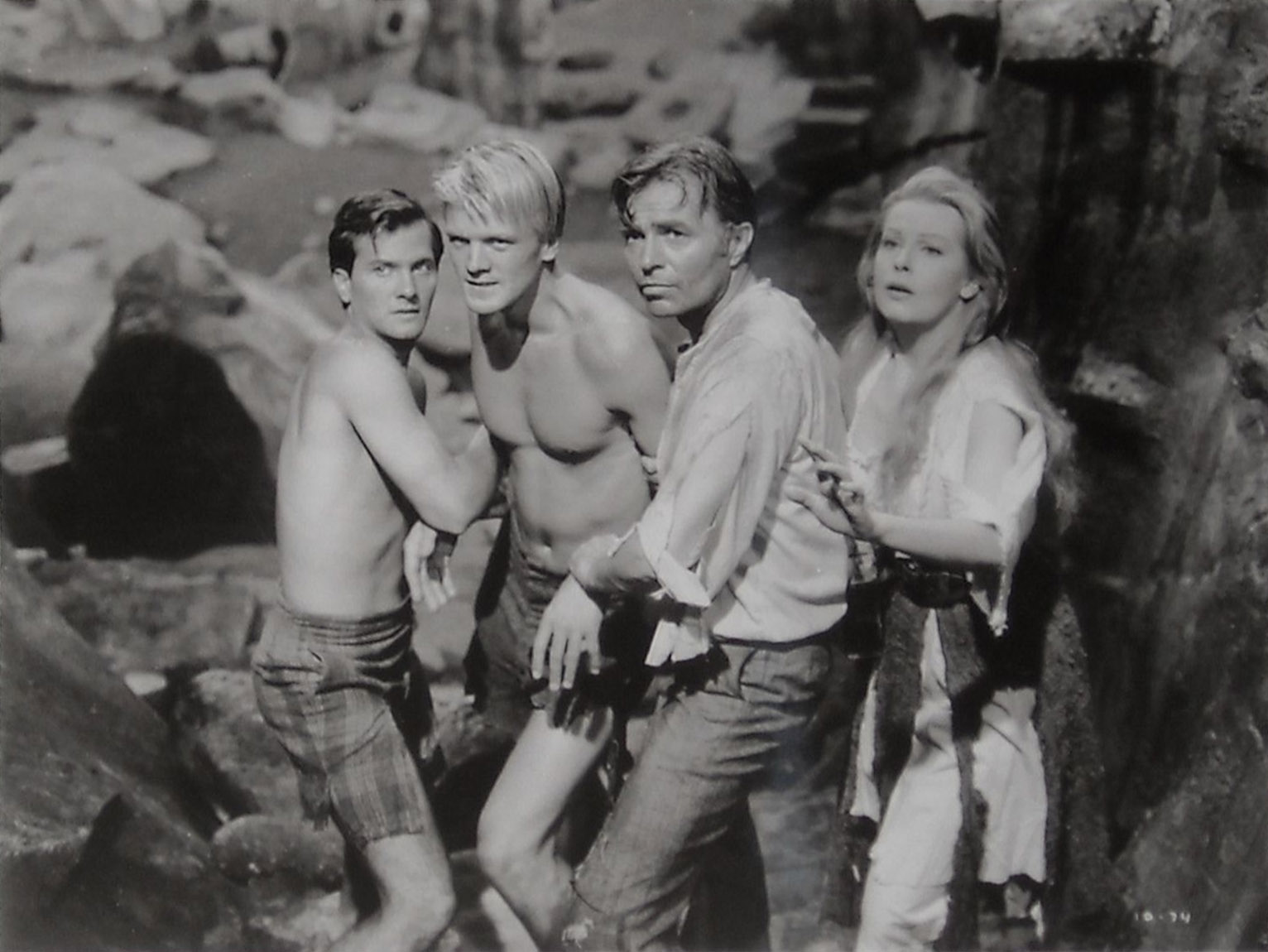
Pat Boone, Peter Ronson, James Mason, și Arlene Dahl, într-o scenă din film

O călătorie spre centrul Pământului (în engleză Journey to the Center of the Earth) este un film SF american din 1959 regizat de Henry Levin, bazat pe romanul omonim al scriitorului Jules Verne. În rolurile principale joacă actorii Pat Boone, James Mason, Arlene Dahl, Diane Baker. Filmul este cunoscut și ca Trip to the Center of the Earth.

## Prezentare
Profesorul Sir Oliver Lindenbrook (James Mason), un geolog de la Universitatea din Edinburgh, primește o bucată de piatră vulcanică de la studentul său preferat, Alec McEwan (Pat Boone). Dându-și seama că piatra este foarte grea, Lindenbrook, mulțumită și asistentului său Mr. Paisley (Ben Wright) care provoacă o explozie, descoperă un obiect din plumb ce conținea o inscripție criptică. Lindenbrook și Alec descoperă că aceasta este ceea ce a rămas de la Arne Saknussem, un om de știință dispărut cu 300 de ani în urmă despre care unii cred că a descoperit un pasaj către centrul Pământului. După ce descifrează mesajul, Lindenbrook pleacă cu Alec în Islanda pe urmele lui Saknussem. 

## Actori
| Actor/Actriță  | Rol                    | Obs.                  |
| -------------- | ---------------------- | --------------------- |
| James Mason    | Sir Oliver Lindenbrook |                       |
| Pat Boone      | Alec McEwan            |                       |
| Arlene Dahl    | Carla Göteborg         |                       |
| Peter Ronson   | Hans Bjelke            |                       |
| Thayer David   | Contele Saknussem      |                       |
| Bob Adler      | Groom                  | Ca Robert (Bob) Adler |
| Alan Napier    | Dean                   |                       |
| Diane Baker    | Jenny                  |                       |
| Ivan Triesault | Profesor Göteborg      |                       |
| Alex Finlayson | Profesor Boyle         |                       |